# Ningde
Ningde (chiń. 宁德; pinyin Níngdé) – miasto o statusie prefektury miejskiej we wschodnich Chinach, w prowincji Fujian. W 2010 roku liczba mieszkańców miasta wynosiła 66 811. Prefektura miejska w 1999 roku liczyła 3 218 472 mieszkańców.

## Podział administracyjny
Prefektura miejska Ningde podzielona jest na:
- dzielnicę: Jiaocheng,
- 2 miasta: Fu’an, Fuding,
- 6 powiatów: Shouning, Xiapu, Zherong, Pingnan, Gutian, Zhouning.